# Saboeiro
Saboeiro là một đô thị thuộc bang Ceará, Brasil. Đô thị này có diện tích 1383,472 km², dân số năm 2007 là 16005 người, mật độ 11,57 người/km².